# Commerson-Delfin
Der kontrastreich gezeichnete Commerson-Delfin (Cephalorhynchus commersonii), auch als Jacobita oder Tonina bekannt, lebt hauptsächlich in den Küstengewässern rund um Feuerland und der Falklandinseln. Es gibt weiterhin eine zweite, getrennte Population um die Kerguelen-Inseln im Indischen Ozean, die als Unterart von der südamerikanischen Population abgegrenzt wird.
Der Delfin ist nach dem französischen Naturforscher Philibert Commerson benannt, der ihn erstmals 1767 beschrieb, nachdem er ihn in der Magellanstraße gesichtet hatte.

## Merkmale
Der Commerson-Delfin zeigt eine auffällige schwarz-weiße Körperfärbung. Eine weiße, scharf konturierte Binde verläuft schräg um den gesamten Körper, oben vom Nacken bis kurz vor die Finne, unten von hinter den Flippern bis zum Beginn des Schwanzes. Die Kehle weist einen weißen Fleck auf und auf dem Bauch liegt ein dunkler Fleck. Der Kopf ist kegelförmig mit leicht abfallender Stirn und ohne auffällige Schnauze. Der Oberkiefer weist 56 bis 68, der Unterkiefer 52 bis 70 Zähne auf. Mit nur 1,3 bis 1,7 Meter Körperlänge gehören die Commerson-Delfine zu den kleinsten Walen der Welt, dabei erreichen sie ein Gewicht von 35 bis 60 Kilogramm. Die Finne ist rundlich und mit leicht konkav gebogener Rückseite. Die Flipper sind rundlich und beidseitig schwarz, der linke hat eine gezackte Vorderkante. Die Fluke ist konkav und hat in der Mitte eine leichte Einbuchtung. Neugeborene sind 55 bis 75 cm lang, etwa 6 kg schwer und grau, schwarz und braun gefärbt.
Die Geschlechter lassen sich leicht an der unterschiedlichen Form des schwarzen Flecks auf dem Bauch unterscheiden – bei den Weibchen ist er rund, bei den Männchen Tropfenförmig.

## Verhalten

### Sozialverhalten und Jagd
In kleinen Schulen von zumeist weniger als 10 Tieren machen sie gemeinschaftlich Jagd auf Fische, Tintenfische sowie Krill und andere Krebstiere. Jacobita-Delfine sind schnelle Schwimmer, die häufig aus dem Wasser springen und gerne auf den Bugwellen von Schiffen reiten. Sie wurden beim kopfüber schwimmen beobachtet, was wohl der besseren Sichtbarkeit von Beutetieren dient.

### Fortpflanzung
Die Geschlechtsreife erreichen Commerson-Delfine mit sechs bis neun Jahren. Die Paarung erfolgt im Frühling und Sommer. Das Kalb wird nach einer Tragzeit von 11 Monaten geboren. Von wildlebenden Commerson-Delfinen ist eine Lebensdauer von bis zu 18 Jahren dokumentiert während das älteste Exemplar in Gefangenschaft zum Zeitpunkt seines Todes mindestens 33 Jahre alt war.

## Verbreitung und Lebensraum

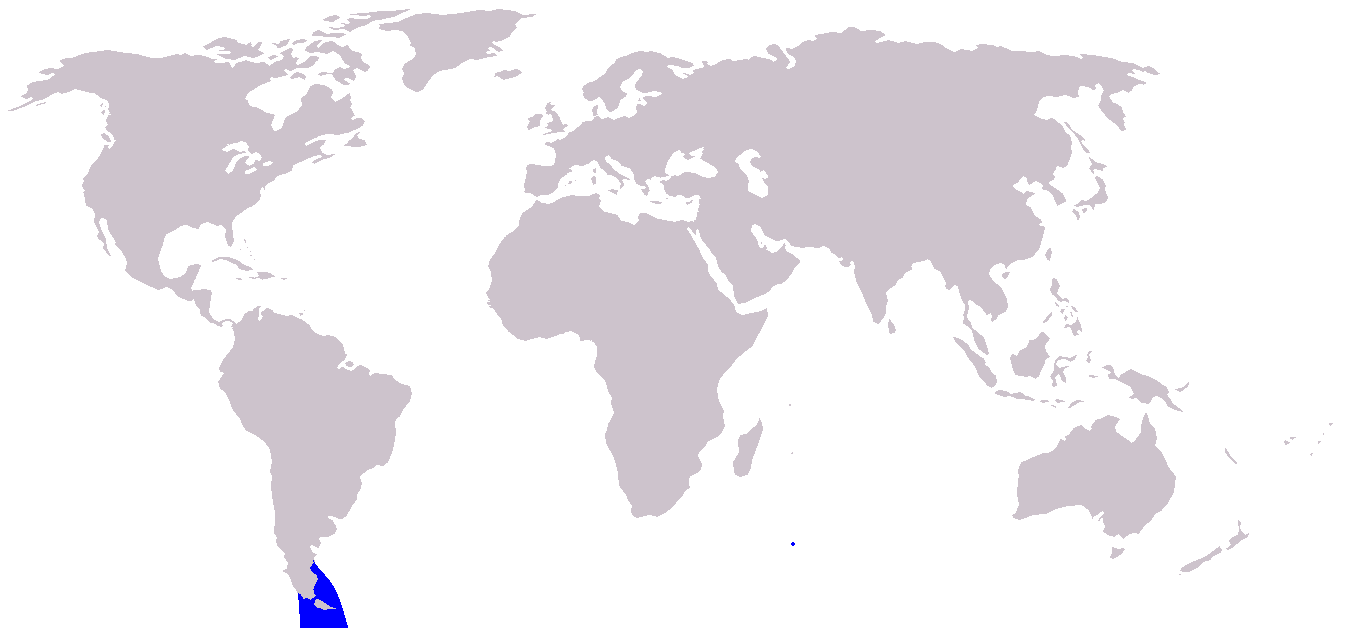
Verbreitung

Die Art kommt in zwei voneinander getrennten Populationen vor. Dabei findet man die größere Population an den Küsten von Argentinien, in der Magellanstraße sowie um die Falklandinseln. Die zweite Population lebt etwa 8.000 Kilometer entfernt an den Kerguelen, im südlichen Teil des Indischen Ozeans. Der Commerson-Delfin bevorzugt flache Küstenbereiche. Teilweise schwimmen sie in Flüsse.

## Systematik

### Innere Systematik
Die Nominatform bei Südamerika und eine Population an den Kerguelen im südlichen Indischen Ozean bilden die zwei anerkannten Unterarten des Commerson-Delfins. Ein einzelnes Individuum wurde bei Südafrika gesichtet, was von beiden Habitaten mehrere tausend Kilometer entfernt ist.
- Cephalorhynchus commersonii commersonii lebt um den südlichsten Punkt Südamerikas und bildet die deutlich größere Hauptpopulation der Art. Ihre schwarz-weiß kontrastierende Zeichnung ist deutlich abgegrenzt.

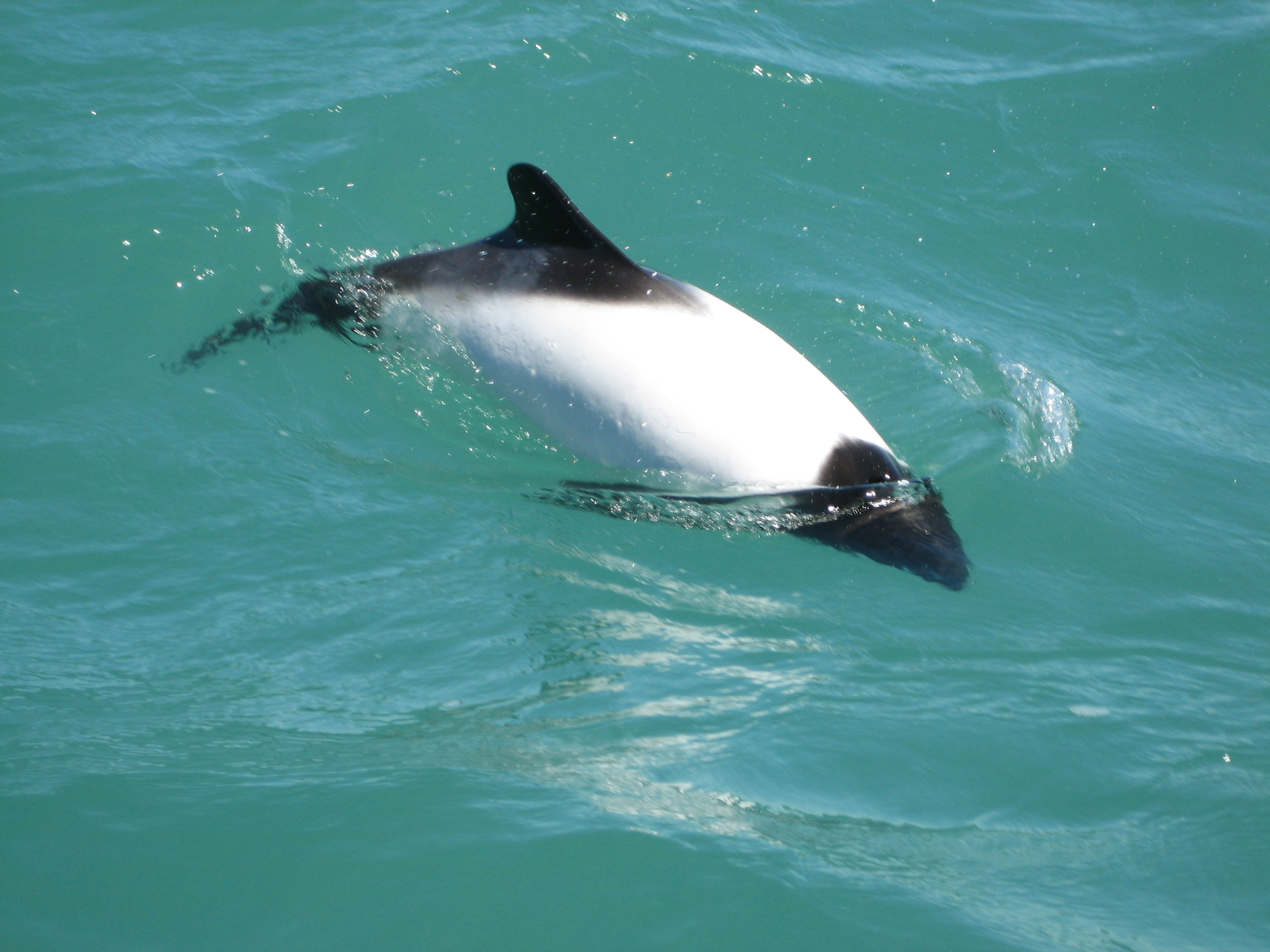
Commerson-Delfin in Argentinien

- Cephalorhynchus commersonii kerguelenensis lebt um die Kerguelen. Dieser Unterart gehören nur wenige Tiere an. Sie ist leicht größer als die Tiere der Nominatform und ihr Muster ist deutlich blasser bzw. eher dunkelgrau-hellgrau. Wegen der geringen Individuenzahl ist diese Population für Beeinträchtigungen durch den Menschen besonders anfällig.

### Äußere Systematik
Die Commerson-Delfine gehören zur Gattung der Schwarz-Weiß-Delfine (Cephalorhynchus). Ihre nächsten Verwandten sind:
- Weißbauchdelfin (Cephalorhynchus eutropia)
- Heaviside-Delfin (Cephalorhynchus heavisidii)
- Hector-Delfin (Cephalorhynchus hectori) mit dem Maui-Delfin (C. hectori maui) als Unterart

Alle Arten der Schwarz-Weiß-Delfine sind körperlich sehr klein, so liegt ihre Kopfrumpf-Länge zwischen 110 und 180 cm, das Gewicht zwischen 26 und 86 kg.

## Gefährdung
Die IUCN listet den Commerson-Delfin auf der Roten Liste der gefährdeten Arten als nicht gefährdet (least concern) auf. Aufgrund der ufernahen Lebensweise kommt es vor, dass sie als Beifang in Stellnetzen getötet werden. Die Nominatform in Südamerika ist in Anhang II des Übereinkommens zur Erhaltung der wandernden wildlebenden Tierarten (CMS) aufgeführt.
Die Unterart C. c. kerguelenensis im Indischen Ozean wird in der regionalen Roten Liste der IUCN für die französischen Süd- und Arktisgebiete aufgrund der geringen Zahl an Individuen als stark gefährdet geführt.

## Haltung

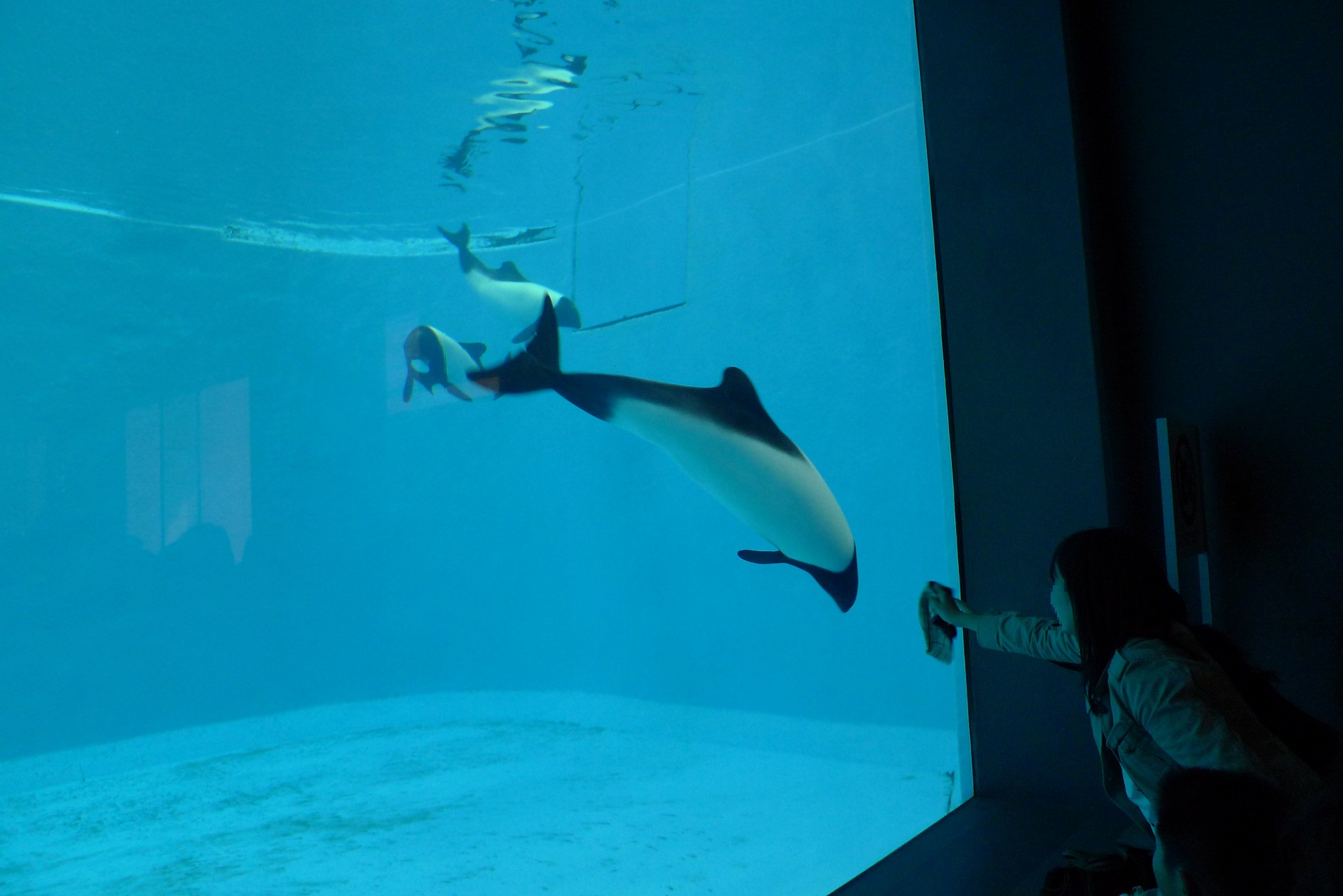
Commerson-Delfine im Toba Aquarium, Japan

Aufgrund ihrer Färbung, der geringen Größe, der küstennahen Lebensweise und ihrem aktiven Wesen waren sie attraktiv für Delfinarien und wurden mehrfach gefangen. 1978 führte Wolfgang Gewalt, Direktor des Zoo Duisburg, eine Fangaktion durch, bei der sechs Exemplare gefangen wurden, von denen vier innerhalb kurzer Zeit starben. Zwischen 1980 und 1987 wurde die Ausfuhr von 35 lebenden Exemplaren aus den Ursprungsländern registriert. Davon gingen sechs nach Deutschland in den Zoo Duisburg, zwölf in die USA und 17 nach Japan.
Da von den Importtieren des Zoo Duisburg nur männliche Exemplare langfristig überlebten, kam es nie zu Zucht. Sie lebten in einem „Walarium“ genannten Becken zusammen mit Weißwalen und waren die einzigen Commerson-Delfine, die je in Europa gehalten wurden. Die Haltung wurde 2004 beendet. Das letzte verbliebene Exemplar, namens „Jogi“, wurde nach 26 Jahren Haltung in die USA transportiert, wo er einige Monate später starb. Er gilt als ältester bekannter Commerson-Delfin, aller Zeiten.
Aktuell (Stand: September 2023) leben in den USA drei männliche Commerson Delfine im Wasserpark Aquatica Orlando, davon ein Wildfang von 1983. In Japan leben in zwei getrennten Einrichtungen insgesamt 3 männliche und drei weibliche Exemplare, die alle in Menschenhand geboren wurden. Das jüngste Exemplar wurde 2021 geboren.